# 向氏浦添殿内
向氏 浦添殿内（しょううじ うらそえどぅんち）は、越来按司朝則（玉川御殿五世）を系祖とする琉球王国の士族（首里士族）。王国末期に浦添間切（現・浦添市）の総地頭を務めた琉球王国の大名。
系祖・朝則は、玉川御殿四世・読谷山按司朝宜の次男。朝則の娘・玉寄按司加那志は尚賢王妃となり、十一世朝慎の娘・聞得大君按司加那志も尚温王妃となった。十三世朝章、十四世朝昭はともに三司官を務めた。特に朝昭は王国最後の三司官首席として、琉球処分に苦慮しながらも、その引き継ぎ事務は処分官・松田道之も賛嘆せしめるほどの能吏であった。

## 系譜
- 五世・越来按司朝則
- 六世・摩文仁王子朝信
- 七世・摩文仁按司朝景
- 八世・摩文仁按司朝寄

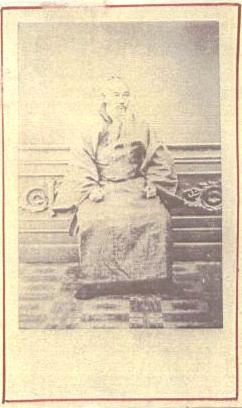
十四世・浦添親方朝昭

- 九世・国頭親方朝斉　（沖縄三十六歌仙の一。）
- 十世・国頭親方朝衛
- 十一世・国頭親方朝慎
- 十二世・国頭親方朝用
- 十三世・国吉親方朝章
- 十四世・浦添親方朝昭
- 十五世・浦添朝京
- 十六世・浦添朝宣
- 十七世・浦添朝敏
- 十八世・浦添健（現当主）

※『氏集』には、浦添殿内の記載が欠落している。系譜は『沖縄県姓氏家系大辞典』 に拠る。